# ヨナス・カウフマン
ヨナス・カウフマン（Jonas Kaufmann、1969年7月10日 - ）は、ドイツ出身のテノール歌手である。端正な容姿もあり国際的に人気が高い。イタリアの典型的なテノールと比べて暗く重い、ある意味ドイツ的な声質が特徴的。

## 経歴
1969年ミュンヘンに生まれ、ミュンヘン音楽・演劇大学で声楽を学ぶ。在学中から地元の歌劇場でオペラの舞台に立ち、小さな役での下積み時代が長かった。2001年にチューリッヒ歌劇場の専属歌手となり、数多くのオペラに出演する。
ソプラノ歌手アンジェラ・ゲオルギューが、2004年ロイヤルオペラハウスの『つばめ』（プッチーニ）、2006年メトロポリタン歌劇場の『椿姫』（ヴェルディ）などの相手役として、当時まだ無名だったカウフマンを指名したことで注目を集め、その後の国際的活躍のきっかけとなる。
若い頃はリリックな声であったが、声帯の故障で発声法を再構築したことにより、現在の暗く重い声となった。「バリトンのような声」と評されることが多いが、高音は輝かしく、力強さと繊細さを兼ね備えていることが特徴である。
レパートリーは幅広く、母国ドイツのワーグナーなどのみならず、イタリアオペラ、フランスオペラ、歌曲など多くの作品を歌い、世界中の大歌劇場やバイロイト音楽祭などで活躍を続けている。
しかしキャンセルが非常に多いことで有名で、特に日本においては6回の来日公演をキャンセル、またニューヨークのメトロポリタン歌劇場においても2015年から3年連続で全公演をキャンセルしており、生で聴くことが難しい歌手となっている。

## 来日公演
- 2000年11月23日・26日 ミラノ・新ピッコロ劇場来日公演（日生劇場） 「コジ・ファン・トゥッテ」フェランド役
- 2003年4月25日（東京オペラシティ）ほか 歌曲リサイタル
- 2015年5月30日（サントリーホール）・6月1日（ミューザ川崎）・4日（ザ・シンフォニーホール） 歌曲リサイタル（2014年の振り替え公演）
- 2018年1月4日（大阪フェスティバルホール）・6日（サントリーホール）・10日（オペラシティコンサートホール） ジャパンツアーオペラアリアを歌う（2016年の振り替え公演）

### 降板した公演
- 2011年6月5日・10日・15日・18日 メトロポリタン歌劇場来日公演 「ドン・カルロ」題名役
- 2011年9月13日・16日・19日 ボローニャ歌劇場来日公演 「カルメン」ドン・ホセ役
- 2011年9月25日・29日・10月2日 バイエルン国立歌劇場来日公演 「ローエングリン」題名役
- 2014年10月18日・20日・22日 歌曲リサイタル
- 2016年11月28日・30日・12月3日 ジャパンツアー オペラアリアを歌う
- 2017年8月21日・23日・26日 ジャパンツアー オペラアリアを歌う（2016年の振り替え公演）

## 私生活
メゾ・ソプラノ歌手Margarete Joswigと結婚し３人の子供がいるが、2014年に離婚している。
2019年に再婚。同年3月に再婚相手との間に1人子どもを授かった。